# Black Ball Open
Die Black Ball Open sind ein regelmäßig stattfindendes Squashturnier für Herren und Damen. Es findet in der ägyptischen Hauptstadt Kairo statt und ist als Turnier der höchsten Kategorie World Tour Platinum Teil der PSA World Tour.
Das Herrenturnier wurde 2018 erstmals ausgetragen, bei den Damen fand die erste Austragung 2019 statt. In der Saison 2020/21 kam es zu zwei Austragungen des Turniers: im Dezember 2020 und im März 2021. Bei den Damen kam es 2020 dadurch auch zu zwei Austragungen innerhalb eines Kalenderjahres. Aufgrund von Terminverschiebungen, die auf die COVID-19-Pandemie zurückzuführen sind, kam es 2021 erneut bei den Damen und Herren zu zwei Austragungen. Das Gesamtpreisgeld betrug bei der letzten Austragung 175.000 US-Dollar. Nour El Sherbini und Nouran Gohar gewannen als bislang einzige Spielerinnen das Turnier mehrmals.
Sponsor des Turniers war von der ersten Austragung bis 2022 die Commercial International Bank.

## Sieger

### Herren
| Jahr | Sieger             | Finalgegner       | Ergebnis                |
| ---- | ------------------ | ----------------- | ----------------------- |
| 2024 | Mostafa Asal       | Ali Farag         | 12:10, 11:5, 7:11, 11:8 |
| 2023 | Mohamed Elshorbagy | Tarek Momen       | 14:12, 11:8, 11:7       |
| 2021 | Paul Coll          | Ali Farag         | 11:5, 11:7 13:11        |
| 2021 | Marwan Elshorbagy  | Fares Dessouki    | 11:7, 11:9, 7:11, 14:12 |
| 2020 | Fares Dessouki     | Ali Farag         | 11:7, 11:8, 11:8        |
| 2019 | Nicht ausgetragen  | Nicht ausgetragen | Nicht ausgetragen       |
| 2018 | Karim Abdel Gawad  | Ali Farag         | 11:6, 14:12, 7:11, 11:8 |

### Damen
| Jahr | Siegerin          | Finalgegnerin    | Ergebnis                       |
| ---- | ----------------- | ---------------- | ------------------------------ |
| 2024 | Nouran Gohar      | Olivia Weaver    | 12:10, 11:5, 7:11, 11:8        |
| 2023 | Nouran Gohar      | Hania El Hammamy | 11:7, 11:5, 11:7               |
| 2022 | Nouran Gohar      | Nour El Sherbini | 17:15, 11:8, 2:0 Aufgabe       |
| 2021 | Nour El Sherbini  | Hania El Hammamy | 11:7, 9:11, 11:1, 11:7         |
| 2021 | Nour El Sherbini  | Amanda Sobhy     | 13:11, 11:5, 6:11, 11:7        |
| 2020 | Sarah-Jane Perry  | Hania El Hammamy | 4:11, 9:11, 11:9, 12:10, 11:9  |
| 2020 | Hania El Hammamy  | Nour El Sherbini | 11:6, 9:11, 12:10, 8:11, 13:11 |
| 2019 | Raneem El Weleily | Nour El Sherbini | 9:11, 11:2, 6:11, 11:1, 11:5   |